# Jan Złociński
Jan Złociński (ur. 27 grudnia 1925 w Monasterzyskach) – polski funkcjonariusz Milicji Obywatelskiej.

## Życiorys
Urodził się 27 grudnia 1925 w Monasterzyskach jako syn Bronisława. Podczas II wojny światowej w okresie okupacji niemieckiej został aresztowany przez Niemców i wywieziony w 1941 na roboty przymusowe w III Rzeszy. Powrócił do Polski w 1945 w wieku ok. 20 lat. Wstąpił do Milicji Obywatelskiej. W rejonie Sanoka brał udział w walkach z Ukraińską Powstańczą Armią. Należał do PPR. Po 1947 służył na posterunkach w Ropience i Tarnawie. Pełnił funkcję komendanta posterunków MO w Tryńczy i w Przeworsku. Od 1955 pracował w Komendzie Miejskiej MO w Sanoku na stanowisku oficera dyżurnego.
Został odznaczony Krzyżem Kawalerskim Orderu Odrodzenia Polski.